# Tacoronte

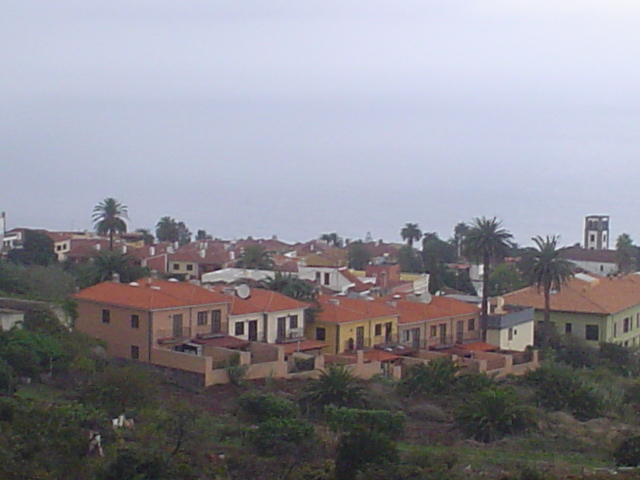
Tacoronte vue depuis le marché.

Tacoronte est une commune de la province de Santa Cruz de Tenerife dans la communauté autonome des Îles Canaries en Espagne. Elle est située au nord de l'île de Tenerife.

## Géographie
Tacoronte est située à 510 m d'altitude. L'altitude du ban de la commune varie du niveau de la mer à 800 m.
À Mesa del Mar est édifié dans les années 1960 un immeuble d'une soixantaine d'appartements qui supporte sur son toit une route permettant d'accéder au bord de mer ; cette configuration entraîne des vibrations dans les appartements situés dans les derniers étages lorsque des véhicules empruntent la route qui constitue le seul lien routier entre la station balnéaire et le reste de l'île. Un autre immeuble de Mesa del Mar est édifié à l'extrémité d'une pointe rocheuse, situation au-dessus de la mer qui lui a valu de voir des balcons emportés jusqu'au troisième étage par des vagues atteignant jusqu'à six mètres de hauteur lors d'une forte houle en novembre 2018.

### Localisation

Localisation de l'île de Tenerife dans les Îles Canaries.
Localisation de Tacoronte dans l'île de Tenerife.

|           | Océan Atlantique |                            |
| El Sauzal | Tacoronte        | San Cristóbal de La Laguna |
|           | El Rosario       |                            |

### Localités de la commune
- Adelantado (1 222)
- Agua García (2 666)
- Barranco de las Lajas (1 869)
- Campo de Golf (482)
- El Cantillo (1 071)
- La Caridad (1 722)
- Las Casas Altas (662)
- Guayonje (1 123)
- Juan Fernández (335)
- Lomo Colorado (831)
- La Luz (944)
- Mesa del Mar (337)
- Los Naranjeros (384)
- El Pris (381)
- Puerto de la Madera (253)
- San Jerónimo-Los Perales (519)
- San Juan-Perales (1 683)
- Santa Catalina-Las Toscas (1 926)
- Tacoronte (chef-lieu) (3 727)
- Tagoro (913)
- El Torreón (879)

Entre parenthèses figure le nombre d'habitants de chaque localité en 2014.

## Démographie
| Année | Population | Densité    |
| ----- | ---------- | ---------- |
| 1991  | 17.074     | 567,4/km²  |
| 1996  | 19.056     | 633,3/km²  |
| 2001  | 20.295     | 676,5/km²  |
| 2002  | 21.442     | 712,6/km²  |
| 2003  | 21.778     | 703,8/km²  |
| 2004  | 21.986     | 725,4/km²  |
| 2005  | 22.384     | 743,9/km²  |
| 2006  | 22.695     | 754,2/km²  |
| 2007  | 22.943     | 762,5/km²  |
| 2009  | 23.562     | 783,05/km² |